# Janus integer
Janus integer är en stekelart som först beskrevs av Norton.  Janus integer ingår i släktet Janus och familjen halmsteklar. Inga underarter finns listade i Catalogue of Life.